# チベットガゼル属
チベットガゼル属（Procapra）はアジアに分布するガゼルの属で、現生種は以下の3種。
- モウコガゼル Procapra gutturosa
- チベットガゼル Procapra picticaudata
- プシバルスキーガゼル Procapra przewalskii

最古の化石は鮮新世後期または更新世前期の中央アジアであり、今よりも湿潤温暖であった。鮮新世のガゼルである Gazella sinensis に似た動物から進化したようである。中国の青海湖では新石器時代前期の人類の狩猟対象として知られている。